# Gynocratie
Ne doit pas être confondu avec Matriarcat.
Une gynocratie, ou gynécocratie, est un régime politique dans lequel le pouvoir est exercé par des femmes. Par extension, elle est utilisée pour désigner une structure sociale sexiste et matriarcale. Le concept de gynocratie est l'opposé de celui de phallocratie, qui désigne un système politique et social où les hommes détiennent le pouvoir et l'autorité, favorisant ainsi la domination masculine.

## Définition
Le terme « gynocratie » vient du grec : gunê, « femme » et cratos, le pouvoir.
Souvent confondu avec le matriarcat (comme le patriarcat avec la phallocratie), il ne s'agit que d'un modèle théorique. Johann Jakob Bachofen, qui a le premier émis en 1861 l'hypothèse d'une structure sociale gynocratique, ne se réfère jamais au matriarcat. Il appelle le type de gynocratie dont il parle das Mutterrecht, le « Droit maternel ».

## Exemples de sociétés matriarcales
La gynocratie, en tant que système politique ou social caractérisé par une domination exclusive des femmes (ou des femelles), est principalement un concept théorique et spéculatif. Il existe peu, voire pas d'exemples historiques de sociétés gynocratiques chez l’être humain. Il existe toutefois dans le règne animal, comme chez les bonobos. 
On peut trouver des exemples historiques de sociétés dites matriarcales où les femmes ont occupé une position de pouvoir importante :

### Mélanésie
- Lau[2]

### Asie
- Moso[3]
- Zhaba[4]
- Naxi[5]

### Mexique
- Juchitán de Zaragoza

### Afrique de l'Ouest
- Nana Benz

## Exemples fictifs

### Mythologie
- les Amazones dans la mythologie grecque
- les Lemniennes dans la mythologie grecque

### Théâtre
- L'Assemblée des femmes, pièce d'Aristophane, -392

### Bande dessinée
- Les maîtresses de la cité de Malka de la bande dessinée Le Pays sans étoile (1971), série Valérian, agent spatio-temporel, sont des gynocrates au pouvoir absolu sur les hommes. Cette BD correspond aux temps de la révolution sexuelle et donne une parabole S.F. aux conflits qui s'assimilaient à une « guerre des sexes ». Donnant une situation opposant des catégories sociales hiérarchisées (chaque camp comprend des hommes et des femmes), dont seuls les princes livrent la guerre à l'autre sexe. Le portrait de cette société est particulièrement évocateur puisqu'on y voit des hommes de Malka, de basse extraction, louer les qualités sublimes de maîtresses de guerre gynocrates qui sont l'opposé de la féminité : des géantes guerrières harnachées d'armures de parade, qui apprécient des jeux virils et sanglants de gladiateurs, auxquels Valérian est obligé de participer.
- Dans le tome 2 de Pascal Brutal de Riad Sattouf situé dans un futur proche, une gynarchie a remplacé la monarchie en Belgique.
- La bande dessinée Le Pavillon des hommes de Yoshinaga Fumi (Kana, 2008), figure le Japon de l'époque d'Edo où les femmes prennent le pouvoir après qu'un virus a décimé les hommes, désormais utilisés pour le plaisir des nouvelles dirigeantes[6].

### Littérature
- 1974 : Les Hommes protégés, de Robert Merle
- 1986 : les dryades de Brokilone dans la série littéraire de fantasy d'Andrzej Sapkowski Le Sorceleur
- 1988 : Un monde de femmes, de Sheri S. Tepper
- 1992 : Chroniques du Pays des Mères, d'Élisabeth Vonarburg
- 2003 : Roman à l'Eau de Bleu, d'Isabelle Alonso
- 2015 : Jours tranquilles à Gynarkia, de Faustine Flauberge
- 2016 : Le Pouvoir de Naomi Alderman
- 2018 : Grish-Mère, d'Isabelle Bauthian

### Cinéma
- 2011 : Without Men de Gabriela Tagliavini
- 2014 : Jacky au royaume des filles de Riad Sattouf

### Télévision
- 1976 : Star Maidens (Les Filles du Ciel)

### Jeux vidéo
- 2009 : League of Legends, Les trois tribus de Freljord